# Roberto Heras
Roberto Heras Hernández (Béjar, 1º febbraio 1974) è un ex ciclista su strada spagnolo.
Professionista dal 1997 al 2005, con caratteristiche da scalatore puro, vinse quattro edizioni della Vuelta a España.

## Carriera
Dopo buoni risultati tra i dilettanti, passa professionista nel 1995, allorché viene ingaggiato dalla Kelme.
Dopo la vittoria della Vuelta a España 2000, nel 2001 si trasferisce alla US Postal Service: corre tre edizioni del Tour de France in qualità di gregario di Lance Armstrong, proteggendolo ed aiutandolo soprattutto nelle tappe in salite. Conquista inoltre, come capitano della US Postal, la Vuelta a España 2003.
Al termine del 2003 lascia la US Postal e diventa il capitano della Liberty Seguros, con cui vince l'edizione 2004 della Vuelta.
Conclude al primo posto anche l'edizione 2005 della Vuelta, diventando l'unico ciclista ad aver vinto per 4 volte la corsa. Il record dura però soltanto due mesi: a novembre risulta positivo alle controanalisi relative ad un controllo antidoping effettuato nelle ultime tappe della corsa spagnola, venendo squalificato. La vittoria va dunque al secondo classificato Denis Men'šov.
In seguito alla positività riscontrata, nel novembre 2005 viene sospeso dalla sua squadra e l'8 febbraio 2006 squalificato per due anni dall'Unione Ciclistica Internazionale. Terminata la squalifica non riesce però a trovare un contratto, tanto da annunciare, il 29 dicembre 2007, il ritiro dall'attività agonistica. Nel dicembre del 2012, la Corte Suprema spagnola ha annullato la squalifica del 2006, riassegnando di fatto la vittoria della Vuelta del 2005 allo spagnolo.

## Palmarès

### Strada
- 1995 (Dilettanti)

Classifica generale Vuelta a Vizcaya
- 1997 (Kelme, una vittoria)

12ª tappa Vuelta a España (León > Alto del Morredero)
- 1998 (Kelme, due vittorie)

Gran Premio Primavera
19ª tappa Vuelta a España (Avila > Segovia)
- 1999 (Kelme, tre vittorie)

Gran Premio Primavera
21ª tappa Giro d'Italia (Madonna di Campiglio > Aprica)
6ª tappa Volta Ciclista a Catalunya (Banyoles > Encamp)
- 2000 (Kelme, quattro vittorie)

6ª tappa Bicicletta Basca (Iurreta > Alto Arrate)
7ª tappa Vuelta a España (Valencia > Morella)
20ª tappa Vuelta a España (Avila > Alto de Abantos)
Classifica generale Vuelta a España
- 2002 (US Postal Service, tre vittorie)

Classifica generale Volta Ciclista a Catalunya
6ª tappa Vuelta a España (Granada > Sierra de la Pandera)
15ª tappa Vuelta a España (Gijon > Alto de El Angliru)
- 2003 (US Postal Service, due vittorie)

20ª tappa Vuelta a España (Abantos)
Classifica generale Vuelta a España
- 2004 (Liberty Seguros, tre vittorie)

Classifica generale Euskal Bizikleta
12ª tappa Vuelta a España (San Lorenzo de El Escorial > Osservatorio di Calar Alto)
Classifica generale Vuelta a España
- 2005 (Liberty Seguros, tre vittorie)

6ª tappa Vuelta a España (Cuenca > Estación de Esquí Aramón Valdelinares)
15ª tappa Vuelta a España (Cangas de Onís > Valgrande Pajares)
Classifica generale Vuelta a España

#### Altri successi
- 1997 (Kelme)

Classifica scalatori Volta a la Comunitat Valenciana
Subida al Naranco
- 1999 (Kelme)

Trofeo Vincenzo Torriani Giro d'Italia
- 2000 (Kelme)

Criterium di Valencia
Classifica a punti Vuelta a España
Criterium Comunidad Foral de Navarra
- 2002 (US Postal Service)

1ª tappa Volta Ciclista a Catalunya (Sant Jaume d'Enveja > Deltebre, cronosquadre)
Classifica sprint Vuelta a España
Classifica combinata Vuelta a España
Trofeo Ciutat de L'Hospitalet
- 2003 (US Postal Service)

4ª tappa Tour de France (Joinville > Saint-Dizier, cronosquadre)
- 2004 (Liberty Seguros)

Classifica combinata Vuelta a España
4ª tappa Tour de France (Cambrai > Arras, cronosquadre)
G.P. Jatorena

### Ciclocross
- 1999-2000

Ciclocross San Sebastián de los Reyes

## Piazzamenti

### Grandi Giri
- Giro d'Italia

1999: 5º
- Tour de France

2000: 5º
2001: 15º
2002: 9º
2003: 34º
2004: non partito (17ª tappa)
2005: 45º
- Vuelta a España

1997: 5º
1998: 6º
1999: 3º
2000: vincitore
2001: 3º
2002: 2º
2003: vincitore
2004: vincitore
2005: vincitore

### Classiche monumento
- Milano-Sanremo

1997: 82º
1999: 59º
2004: 126º
- Liegi-Bastogne-Liegi

2003: ritirato

### Competizioni mondiali
- Campionati del mondo

San Sebastián 1997 - In linea: 52º
Valkenburg 1998 - In linea: ritirato